# Nueva Vizcaya
Nueva Vizcaya (Tiếng Filipino: Bagong Biskaya) là một tỉnh của Philippines, thuộc vùng Thung lũng Cagayan ở Luzon, Thủ phủ là Bayombong. Theo chiều kim đồng hồ, các tỉnh lân cận từ phía bắc là Ifugao, Quirino, Aurora, Nueva Ecija, Pangasinan và Benguet. Tên của tỉnh có nguồn gốc từ tỉnh Vizcayan thuộc Xứ Basque của Tây Ban Nha.

## Địa lý
Tỉnh có tổng diện tích là 4.378,08 km², chiếm 16,03% tổng diện tích của Vùng Thung lũng Cagayan. Tỉnh bao gồm 15 đô thị tự trị, Thành phố Bayombong là tỉnh lỵ và trung tâm giáo dục, Bambong và Solano là các trung tâm thương mại chính còn Kayapa là thủ phủ mùa hè. Tỉnh lỵ Bayombong cách Metro Manila 268 km và có thể di chuyển theo tuyến đường Quốc lộ Maharlika.

## Hành chính
15 đô thị tự trị của Nueva Vizcaya gồm:
| - Alfonso Castañeda - Ambaguio - Aritao - Bagabag - Bambang - Bayombong - Diadi - Dupax del Norte | - Dupax del Sur - Kasibu - Kayapa - Quezon - Santa Fe - Solano - Villaverde |